# Cyclacanthus
Cyclacanthus es un género de plantas con flores perteneciente a la familia Acanthaceae. El género tiene 2 especies de hierbas, naturales del sudeste de Asia.

## Taxonomía
El género fue descrito por Spencer Le Marchant Moore y publicado en Journal of the Natural History Society of Siam 4: 153. 1921. La especie tipo es: Cyclacanthus coccineus

## Especies deCyclacanthus
- Cyclacanthus coccineus
- Cyclacanthus pilanei